# Чжан Сычжи
Чжан Сычжи (кит. упр. 张思之, пиньинь Zhāng Sīzhī, 12 ноября 1927, Чжэнчжоу, Хэнань — 24 июня 2022, Пекин) — китайский юрист и правозащитник, профессор Центрального финансово-экономического университета. Он был известен как «Совесть адвоката».

## Биография
Чжан родился старшим из 10 детей в семье Чжан Цзинтана и Мэн Яньжун 12 ноября 1927 года в Чжэнчжоу. Его отец был врачом, практиковавшим китайскую традиционную медицину. В 1944 году, в возрасте 16 лет, он вступил в Китайский экспедиционный корпус. Три года спустя он был принят в университет Чаоян. После окончания университета стал судьёй. В 1950 году он окончил Китайский народный университет. Во время антиправого движения Чжан примкнул к правым, был приговорён к 15 годам колонии. В 1972 году он получил право работать учителем. В июле 1979 года Чжан вернулся в качестве юриста и участвовал в судебных процессах по «Делу антиреволюционной группы Линь Бяо» и «Делу антиреволюционной группы Цзян Цин», широко известным как «Два дела», выступая в качестве защитника Цзян Цин и других. После протестов на площади Тяньаньмэнь в 1989 году он защищал либералов, таких как Бао Тонг, Ван Цзюньтао, Гао Юй и Пу Чжицян, а также адвокатов по правам человека.
24 июня 2022 года он умер от рака в Пекине в возрасте 94 лет.

## Награды
- Премия Петры Келли 2008 г. от Heinrich-Böll-Stiftung за выдающийся вклад в защиту прав человека и построение правового государства и юридической системы в Китае[7][10].